# Alles neu macht der Mai
Alles neu macht der Mai (auch: Alles neu macht der May) ist ein aus drei Strophen bestehendes bekanntes deutschsprachiges Volkslied, dessen Text im Jahre 1818 von Hermann Adam von Kamp geschrieben wurde, erstmals gedruckt wurde es 1829.

## Inhalt
Auf die Melodie wird auch das Jagdlied Jägerlust („Fahret hin“), gedruckt bei Johann Gustav Gottlieb Büsching und Friedrich Heinrich von der Hagen (1807), gesungen. Im Deutschen Liederhort schreiben Ludwig Erk und Franz Magnus Böhme dazu: „Das Lied mag Anfang des 18. Jahrhunderts entstanden sein.“ Erk und Böhme berichten auch, die Melodie „soll franz[ösischen] Ursprungs sein, was nicht unmöglich wäre, da auch viele Jagdgebräuche aus Frankreich kamen“. Später wurde sie in leicht abgewandelter Form bei dem Kinderlied Hänschen klein verwandt. Alles neu macht der Mai war 1912 in Preußen für den Unterricht in der zweiten Klasse gesetzlich vorgeschrieben.
„Alles neu macht der Mai“ ist durch die Popularität dieses Liedes inzwischen zu einem geflügelten Wort geworden.
Es handelt sich um eines der populärsten unter den zahllosen Liedern, die den Monat Mai thematisieren. Ältere vergleichbare Dichtungen sind z. B. Overbecks Komm, lieber Mai, und mache (1791) und Geibels Der Mai ist gekommen (1842).

## Text
1. Alles neu macht der Mai,

Macht die Seele frisch und frei.

Laßt das Haus, kommt hinaus!

Windet einen Strauß!

Rings erglänzet Sonnenschein,

Duftend prangen Flur und Hain:

Vogelsang, Hörnerklang

Tönt den Wald entlang.

2. Wir durchzieh'n Saaten grün,

Haine, die ergötzend blüh'n,

Waldespracht, neu gemacht

Nach des Winters Nacht.

Dort im Schatten an dem Quell

Rieselnd munter silberhell

Klein und Groß ruht im Moos,

Wie im weichen Schoß.

3. Hier und dort, fort und fort,

Wo wir ziehen, Ort für Ort,

Alles freut sich der Zeit,

Die verschönt erneut.

Widerschein der Schöpfung blüht

Uns erneuend im Gemüt.

Alles neu, frisch und frei

Macht der holde Mai.